# Музей книги Чехова (Сахалин)
Государственное бюджетное учреждение культуры "Литературно-художественный музей книги Антона Павловича Чехова «Остров Сахалин»" — научно-исследовательное и культурно-просветительское учреждение в городе Южно-Сахалинск.

## История
В сентябре 1995 года по постановлению мэра города Южно-Сахалинска был официально открыт Литературно-художественный музей книги Антона Павловича Чехова «Остров Сахалин». 
Целью создания музея явилась мысль об увековечении памяти о поездке Чехова на каторжный остров в 1890 году. Экспозиция музея посвящена книге Антона Павловича Чехова «Остров Сахалин», которая была написана им в результате этой поездки. Музейная коллекция располагает таким экспозиционным материалом, который сможет убедить любого посетителя в огромной значимости книги и её популярности в мировом культурном пространстве в наше время. Благодаря популярности Чехова в мире и уникальности своего профиля, музей стал достопримечательностью города, а также неотъемлемой частью культурного пространства всего дальневосточного региона.
Начиная с 1998 года, музей организует и проводит конференцию «Чеховские чтения». Материалы публикуются в сборниках с аналогичным названием. Несмотря на разнообразие проблематики в публикуемых докладах и сообщениях, основными темами чтений являются Сахалин чеховской поры и историко-литературоведческие аспекты творчества Антона Павловича Чехова. Материалами сахалинских исследователей интересуются во всех музеях, связанных с именем Антона Павловича Чехова.

## Экспозиция
Музейное собрание включает в себя следующие коллекции: «Живопись», «Графика», «Письменные источники», «Фотоматериалы», «Нумизматика/ фалеристика», «Предметы быта и декоративно-прикладное искусство», «Скульптура». 
На данный момент коллекция музея насчитывает около 4 тысяч ед.хр. основного фонда и около 10 тыс. ед.хр. научно-вспомогательного фонда. Среди экспонатов в фондохранилище находятся подлинные вещи семьи Чеховых: дорожная сумка, медицинские иглы, опасная бритва, щипцы для колки сахара, лампадка, таз для варки варенья и прочее; предметы быта бывших ссыльнопоселенцев, коллекции произведений Антона Чехова на иностранных языках, книги с дарственными надписями выдающихся отечественных и зарубежных деятелей науки и культуры, фотографии, художественные полотна современных сахалинских и российских художников, иллюстрирующих период каторги. 
В фондах хранится коллекция графики и живописи художников Чеховых, Сергея Михайловича и Сергея Сергеевича. Помимо работ родственников писателя, в музее собрана и продолжает комплектоваться коллекция произведений российских и сахалинских художников, связанных с темой Антона Павловича Чехова. Музей собрал уникальную коллекцию иностранных изданий книг Антона Павловича Чехова «Остров Сахалин», которая включает изданные отдельным тиражом книги в Швейцарии, США, Германии, Японии, Болгарии, Китае, Финляндии, Франции, Италии. За годы деятельности музей дважды проводил работы по реэкспозиции (в 2000 и 2005 гг.). 
В юбилейный Чеховский год на Сахалине (2010 г.) уникальному музею исполнилось 15 лет. В честь празднования юбилейного года губернатором Сахалинской области было принято решение о строительстве нового здания для музея. Надо сказать, что проблема нового помещения для музея назрела уже давно. После первых дней открытия музея стало понятно, что здание, напоминающее «чеховский дом с мезонином», по внешней своей архитектуре как нельзя лучше подходит под музей, но функционально под размещение фондов и создание полноценной экспозиции площадей не хватает. Фондохранилище занимало помещение площадью 8м2, а постоянная экспозиция размещалась на 72м2, хотя потребность под экспозиционные залы для музеев такого типа должны составлять 200м2. Осенью 2011 года в центре города началось строительство нового музея площадью 1884 м2. Просторные помещения под фонды и экспозиционные залы, кабинеты для сотрудников, выставочный зал, рекреационная и входная зона, парковка и буфет – современный музей требует динамичных и функциональных решений, все это предусмотрено в новом здании. 12 февраля 2013 года современное здание музея было сдано в эксплуатацию.